# وارنر ر. شيلينغ
وارنر ر. شيلينغ (بالإنجليزية: Warner R. Schilling)‏ هو عالم سياسة أمريكي، ولد في 23 مايو 1925 في غلينديل في الولايات المتحدة، وتوفي في 20 أكتوبر 2013.